# L'Érable
L’Érable (significando El Arce (en francés)) es un municipio regional de condado (MRC) de Quebec en Canadá. Está ubicado en la región administrativa de Centre-du-Québec. La sede y ciudad más poblada es Plessisville.

## Geografía

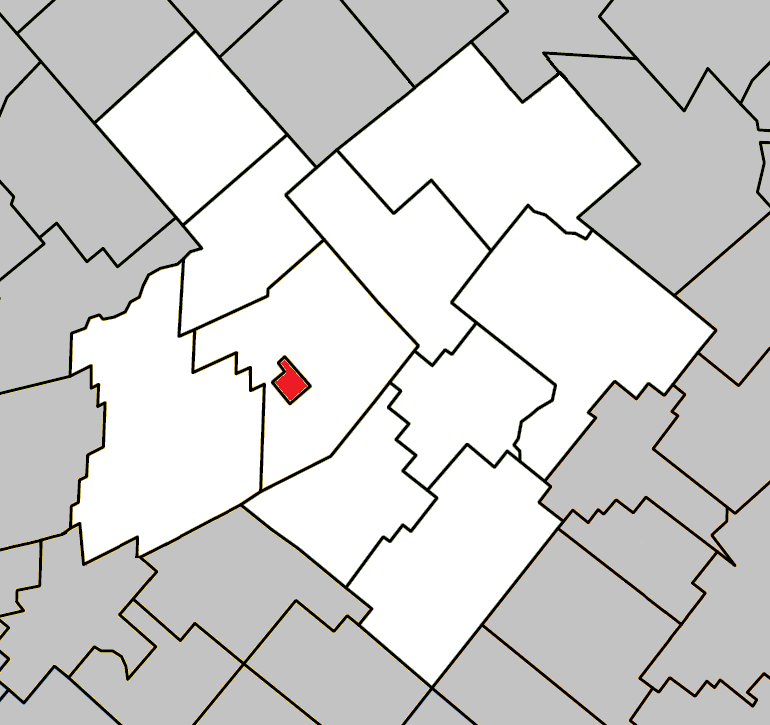
Territorio del MRC de L’Érable, en rojo la ciudad de Plessisville

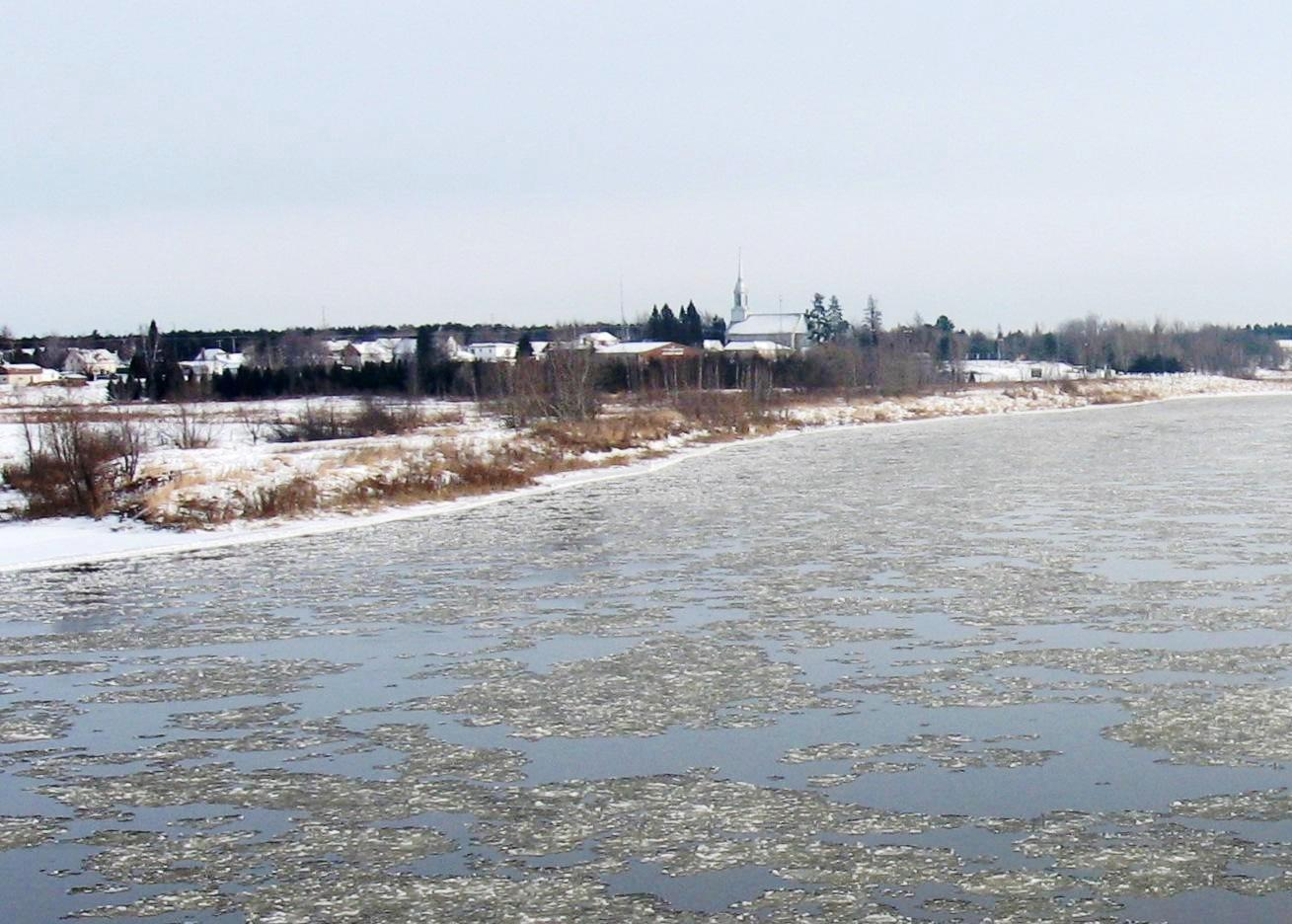
Río Bécancour en Notre-Dame-de-Lourdes

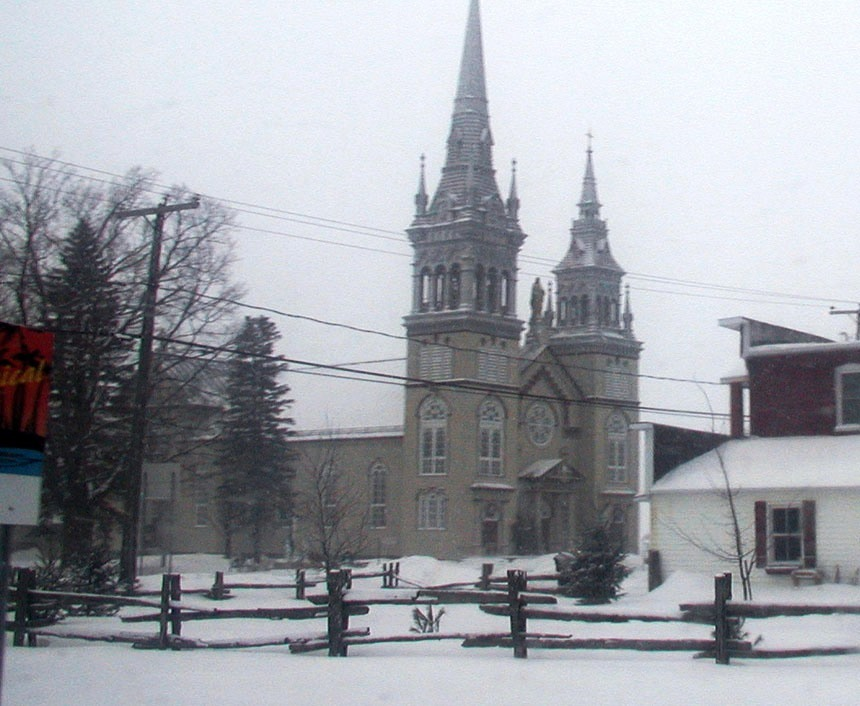
Iglesia de Lyster

El MRC de L’Érable está ubicado en la llanura de Apalaches en el eslabón de Estrie. Los MRC limítrofes son Lotbinière al norte, Les Appalaches al este, Arthabaska al sur y Bécancour al oeste. El río Bécancour baña el territorio.

## Historia

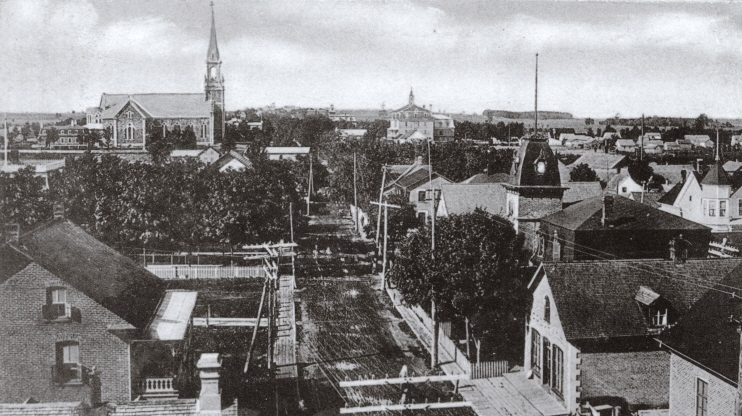
Plessisville hacia 1910

El MRC, creado en 1982, sucedió al antiguo condado de Mégantic.

## Política
El prefecto actual (2014) es Sylvain Labrecque, alcalde de Inverness. El territorio del MRC forma parte de las circunscripciones electorales de Arthabaska a nivel provincial y de  Mégantic—L’Érable a nivel federal.

## Demografía

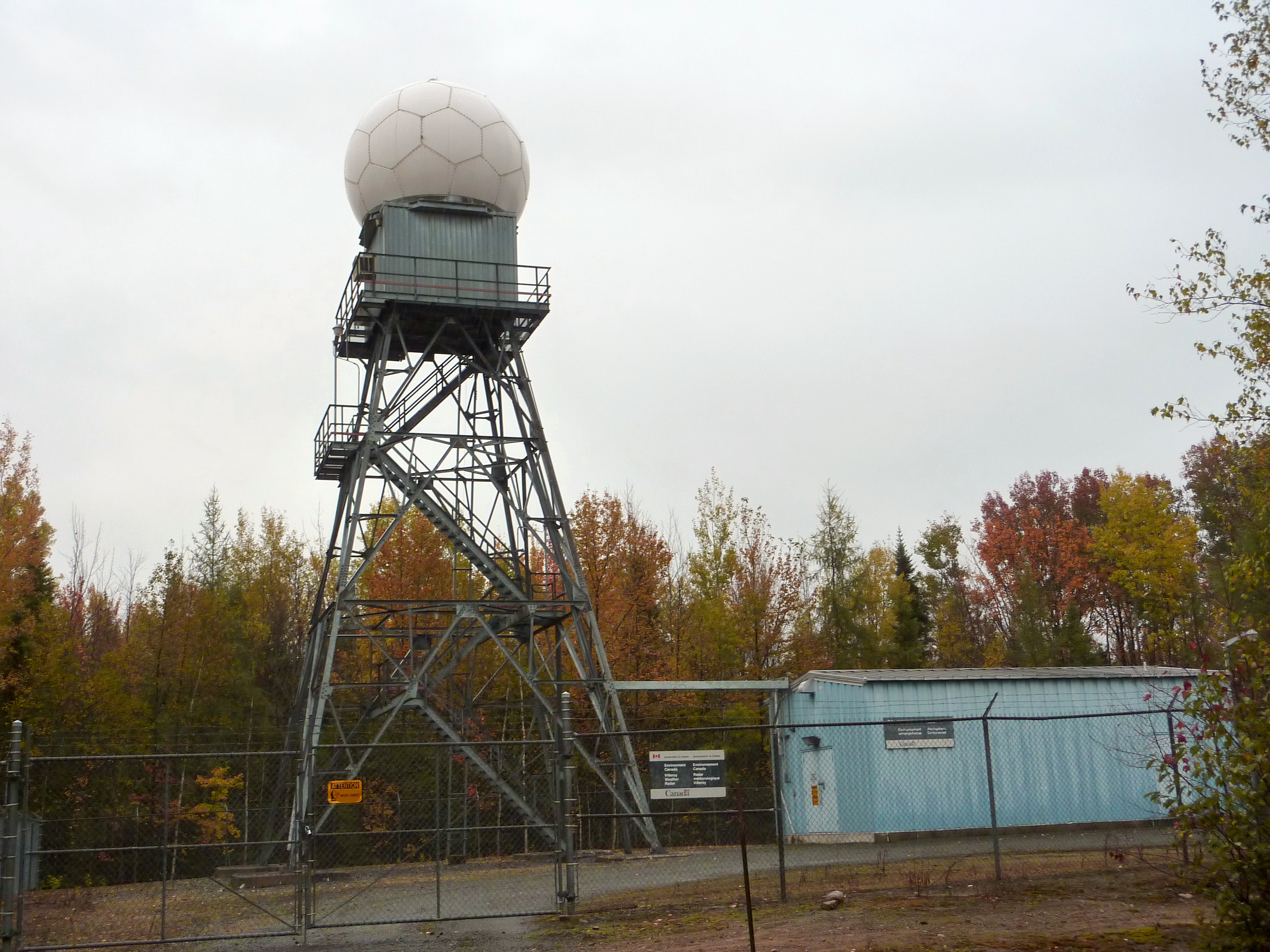
Radar meteorológico de Villeroy

Según el censo de Canadá de 2011, había 23 336 habitantes en este MRC. La densidad de población era de 18,2 hab./km². La población aumentó de 0,9 % entre 2006 y 2011. En 2011, el número total de inmuebles particulares era de 10 721, de los que 9990 estaban ocupados por residentes habituales, los otros siendo desocupados o segundas residencias. La población es francófona y mi rural mi urbana.
Evolución de la población total, 1991-2014

## Economía
La economía regional se compuesta de la agricultura, particularmente los productos de arce, y de la industria de transformación, incluyendo madera, mueble, vestido, alimentación y equipo nautíca.

## Componentes
Hay 11 municipios en el territorio del MRC de L’Érable.
| Código | Nombre                  | Tipo          | Fecha de constitución | Área total (km²) | Área agua (km²) | Área tierra (km²) | Población 2014 | Gentilicio (en francés) | Densidad (hab./km²) | DT | Número de concejales | CEP        | CEF               |
| ------ | ----------------------- | ------------- | --------------------- | ---------------- | --------------- | ----------------- | -------------- | ----------------------- | ------------------- | -- | -------------------- | ---------- | ----------------- |
| 32013  | Saint-Ferdinand         | Municipalidad | 29.11.2000            | 142,78           | 5,49            | 137,49            | 2102           | Ferdinois, e            | 15,3                | D  | 6                    | Arthabaska | Mégantic-L’Érable |
| 32023  | Sainte-Sophie-d’Halifax | Municipalidad | 17.12.1997            | 92,39            | 0,20            | 92,19             | 686            | Halifaxois, e           | 7,4                 | S  | 6                    | Arthabaska | Mégantic-L’Érable |
| 32033  | Princeville             | Ciudad        | 23.02.2000            | 196,94           | 1,67            | 195,27            | 5892           | Princevillois, e        | 30,2                | D  | 6                    | Arthabaska | Mégantic-L’Érable |
| 32040  | Plessisville            | Ciudad        | 27.04.1855            | 4,45             | 0,02            | 4,43              | 6802           | Plessisvillois, e       | 1535,4              | D  | 6                    | Arthabaska | Mégantic-L’Érable |
| 32045  | Plessisville            | Parroquia     | 01.07.1855            | 141,40           | 0,05            | 141,35            | 2727           | Plessisvillois, e       | 19,3                | D  | 6                    | Arthabaska | Mégantic-L’Érable |
| 32050  | Saint-Pierre-Baptiste   | Parroquia     | 01.01.1874            | 83,56            | 1,60            | 81,96             | 512            | Baptistois, e           | 6,2                 | S  | 6                    | Arthabaska | Mégantic-L’Érable |
| 32058  | Inverness               | Municipalidad | 09.09.1998            | 178,46           | 2,34            | 176,12            | 844            | Invernois, e            | 4,8                 | S  | 6                    | Arthabaska | Mégantic-L’Érable |
| 32065  | Lyster                  | Municipalidad | 18.09.1976            | 168,01           | 1,28            | 166,73            | 1672           | Lysterois, e            | 10,0                | D  | 6                    | Arthabaska | Mégantic-L’Érable |
| 32072  | Laurierville            | Municipalidad | 26.11.1997            | 108,97           | 0,77            | 108,20            | 1433           | Lauriervillois, e       | 13,2                | S  | 6                    | Arthabaska | Mégantic-L’Érable |
| 32080  | Notre-Dame-de-Lourdes   | Parroquia     | 07.10.1897            | 83,60            | 1,55            | 82,05             | 712            | Lourdinois, e           | 8,7                 | S  | 6                    | Arthabaska | Mégantic-L’Érable |
| 32085  | Villeroy                | Municipalidad | 22.09.1924            | 101,69           | 0,27            | 101,42            | 470            | Villerain, e            | 4,6                 | S  | 6                    | Arthabaska | Mégantic-L’Érable |
| 320    | L’Érable                | MRC           | 01.01.1982            | 1302,25          | 15,24           | 1287,01           | 23 852         | -                       | 18,5                | -  | -                    | Arthabaska | Mégantic-L’Érable |

DT división territorial, D distritos, S sin división; CEP circunscripción electoral provincial, CEF circunscripción electoral federal 